# 알렉산드라 파워스
알렉산드라 파워스(Alexandra Powers, 1967년 9월 9일 ~ )는 미국의 배우, 텔레비전 배우, 영화배우이다.
뉴욕에서 태어났다.

## 방송
- LA 로

## 영화
- 직스 (2001년) - 사라 역
- 스톰 체이서 (1999년)
- 미스터 룸바 (1997년)
- 라스트 맨 스탠딩 (1996년) - 루시 콜린스키 역
- 어 매터 오브 저스티스 (1993년)
- 더 세븐스 코인 (1993년)
- 떠오르는 태양 (1993년)
- 플레이어 (1992년)
- 살인 주문 (1991년)
- 위험한 추격 (1990년)
- 소니 보이 (1989년)
- 죽은 시인의 사회 (1989년) - 크리스 노엘 역
- 비밀 경찰(영어판) (1988년)
- 21 점프 스트리트 (1987년)
- LA 로 (1986년)
- 영혼의 소리 (1984년)